# 卡尔巴拉踩踏事件
2019年9月10日，伊拉克卡爾巴拉阿舒拉节的游行期间发生了踩踏事故，约31人死亡，100人受伤。

## 背景
卡尔巴拉位于伊拉克中部，什叶派穆斯林常常聚集于此朝圣。
阿舒拉节是伊斯兰历的一个重要节日，悼念穆罕默德的外孙侯赛因·本·阿里·本·阿比·塔利卜的死亡。他于公元680年在卡尔巴拉战役中丧生，是什叶派伊斯兰教历史上的重大事件。此后，伊斯兰历的第一个月穆哈兰姆月的前十天成为伊斯兰国家的国家节日，第十天在阿舒拉达到高潮。该事件被认为是什叶派和遜尼派之间分裂的关键因素。
卡尔巴拉的阿舒拉节庆祝活动是2004年恐怖袭击的目标，当时卡尔巴拉和纳杰夫的同时爆炸事件造成134人死亡。2005年，由于人群中散布恐怖主义爆炸袭击的谣言造成恐慌，巴格达发生了踩踏事件。
最近，遜尼派极端主义分子对阿舒拉节游行进行了几次袭击。

## 踩踏事件

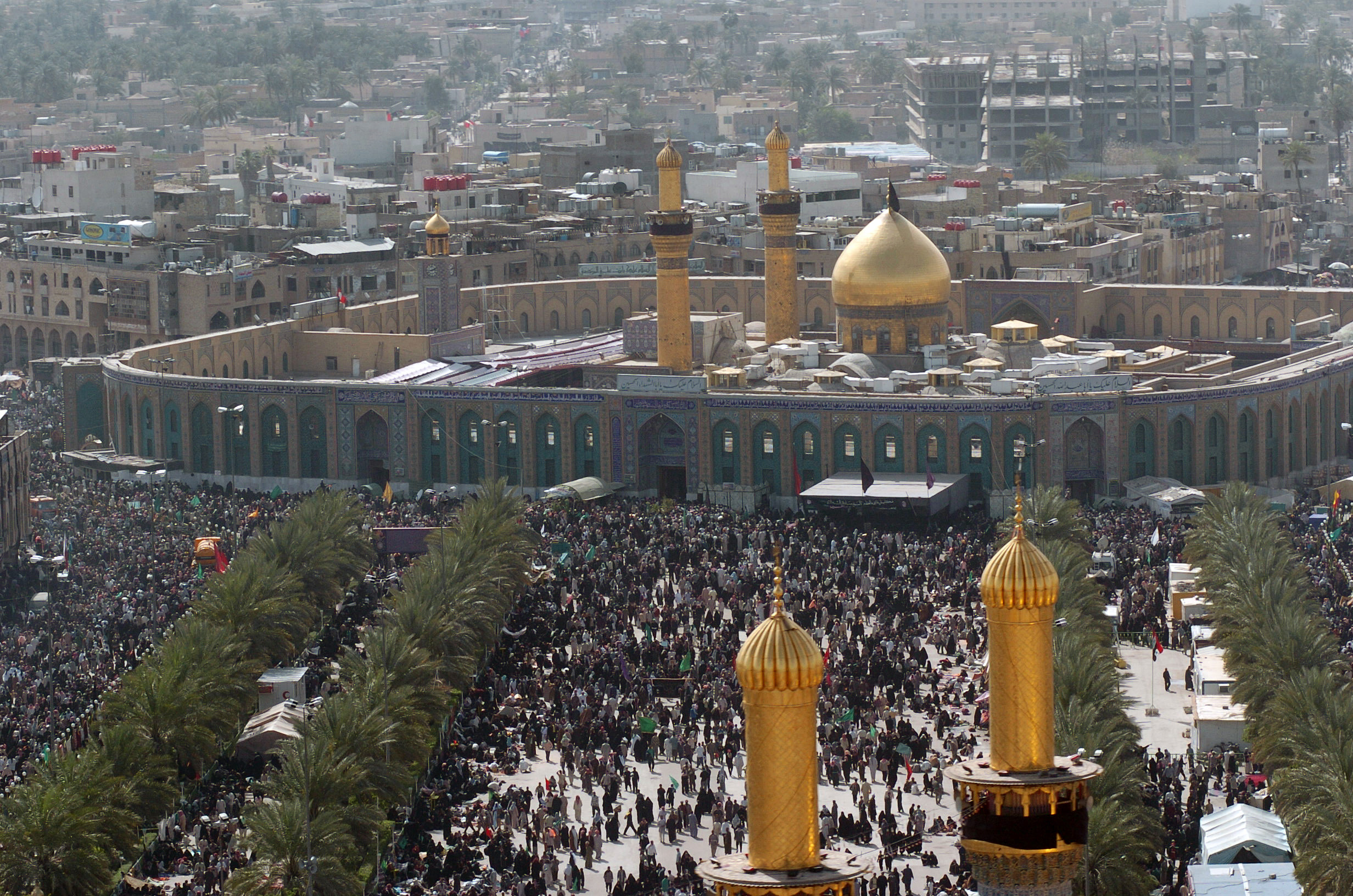
2005年阿舒拉时期，成千上万的朝圣者齐聚在伊玛目侯赛因圣陵

在伊拉克卡爾巴拉庆祝阿舒拉节期间的一个常见活动事件是“Tuwairij run”，朝圣者穿过街道大约2—3（1—2英里）到达伊玛目侯赛因圣陵，以纪念母亲表兄弟的奔跑。2019年9月10日中午左右的活动吸引了数十万计划参加比赛的朝圣者。关于导致踩踏事件的报道各不相同；一个人声称，清真寺门口的一段人行道突然出现塌陷，导致人群恐慌。另一个说法是，一个人在跑步者中绊倒并且其他人摔倒在他身上，导致了踩踏事件。

## 反应
伊拉克总统巴尔哈姆·萨利赫和总理阿迪勒·阿卜杜勒-迈赫迪对遇难者家属表达哀悼。
伊拉克外交部發表聲明說，死者中沒有巴基斯坦人。